# Dariusz Raś
Dariusz Raś (ur. 10 sierpnia 1969 w Proszowicach) – polski duchowny katolicki, prałat, w latach 2011–2025 archiprezbiter kościoła Mariackiego w Krakowie, prezes Towarzystwa Miłośników Historii i Zabytków Krakowa.

## Życiorys

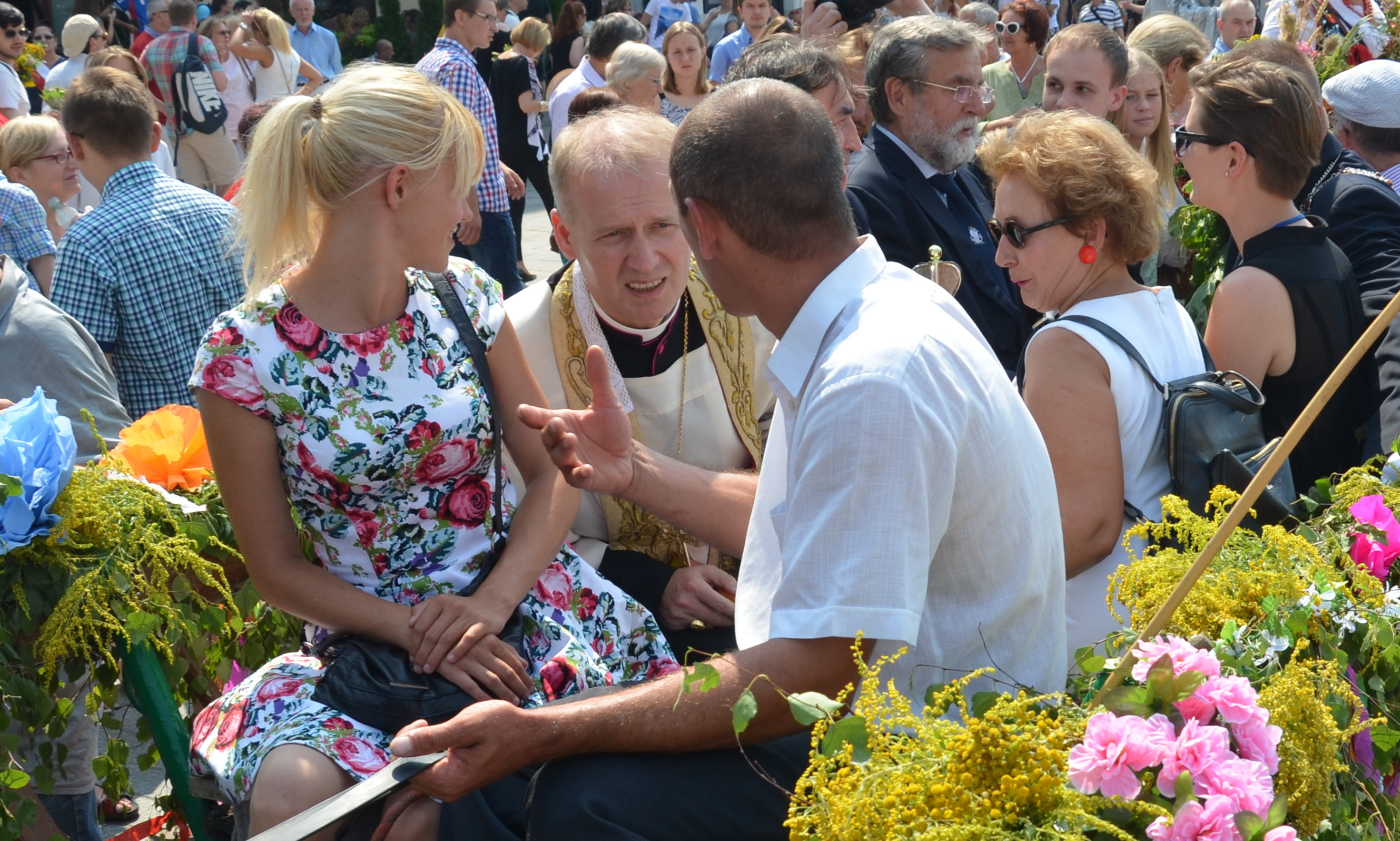
Ks. Dariusz Raś podczas odpustu parafialnego w Bazylice Mariackiej w Krakowie, Uroczystość Wniebowzięcia NMP, 15 sierpnia 2015

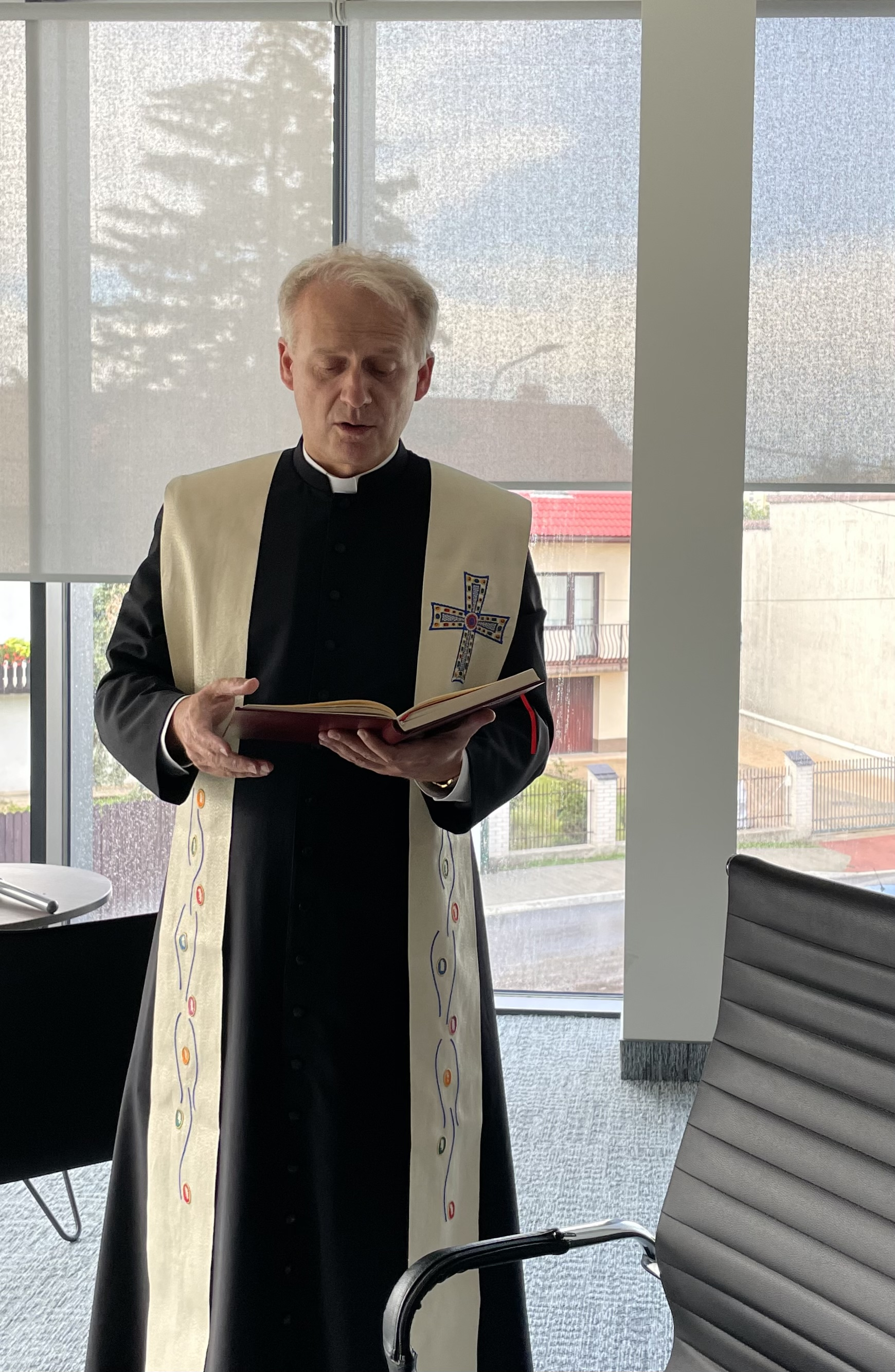
Ks. Dariusz Raś w siedzibie Zarządu Trasy Łagiewnickiej w Krakowie, sierpień 2022

Urodził się 10 sierpnia 1969 w podkrakowskich Proszowicach. Pochodzi z parafii pw. św. Brata Alberta Chmielowskiego w Krakowie. Po ukończeniu XI Liceum Ogólnokształcącego, wstąpił do Wyższego Seminarium Duchownego Archidiecezji Krakowskiej, uzyskał magisterium z teologii i 14 maja 1994 przyjął święcenia kapłańskie z rąk ks. kard. Franciszka Macharskiego. W latach 1994–1998 pracował jako wikariusz w parafii św. Barbary w Libiążu. Pod kierunkiem ks. prof. Krzysztofa Szczygła, w 1998 obronił licencjat kościelny (bioetyka) na Papieskiej Akademii Teologicznej w Krakowie. W 1998 podjął studia licencjacko-doktoranckie w zakresie komunikacji społecznej instytucjonalnej na Papieskim Uniwersytecie Santa Croce w Rzymie, ukończone licencjatem w 2001. W 2004 tamże obronił pracę doktorską pt. „La visione della globalizzazione solidale di Giovanni Paolo II: una strategia di comunicazione”, przygotowaną pod kierunkiem Mariano Fazio.
Po powrocie do Krakowa, w latach 2004–2005 był dyrektorem katolickiego Radia Plus Kraków, zaś od września 2005 do listopada 2011 sekretarzem metropolity krakowskiego kard. Stanisława Dziwisza. Związany z Papieską Akademią Teologiczną, a następnie Uniwersytetem Papieskim Jana Pawła II w Krakowie jako wykładowca i adiunkt w Instytucie Dziennikarstwa i Komunikacji Społecznej. 4 listopada 2011 kard. Stanisław Dziwisz mianował go 44. archiprezbiterem (proboszczem) parafii pw. Wniebowzięcia Najświętszej Maryi Panny w Krakowie.
Ks. Dariusz Raś z powodu licznych nadużyć finansowych został odwołany ze stanowiska proboszcza parafii mariackiej w Krakowie decyzją arcybiskupa Marka Jędraszewskiego w maju 2024 roku, co wywołało szeroki oddźwięk medialny i wewnątrzkościelny. Kapłan bezskutecznie odwołał się od tej decyzji do Stolicy Apostolskiej, która po dłuższym czasie rozpatrzyła sprawę. W czerwcu 2025 roku Dykasteria ds. Duchowieństwa, po ponownym rozpatrzeniu, podtrzymała decyzję metropolity krakowskiego, formalnie zatwierdzając usunięcie ks. Rasia z urzędu. Dokument został podpisany przez prefekta tej dykasterii kardynała Lazarusa You Heung-sika i jej sekretarza, arcybiskupa Andrésa Gabriela Ferrada Moreirę.
W latach 2012–2015 pełnił funkcję dyrektora instytucji kultury Muzeum Dom Rodzinny Ojca Św. Jana Pawła II w Wadowicach. Wraz z zespołem współpracowników doprowadził do uruchomienia w 2014 nowej multimedialnej ekspozycji przy ul. Kościelnej w Wadowicach. Od 2009 jest honorowym kapelanem Ojca Świętego, a nieprzerwanie od 2010 pełnomocnikiem Archidiecezji Krakowskiej ds. instytucji kultury Muzeum Dom Rodzinny Ojca Świętego Jana Pawła II w Wadowicach. Został również kapelanem ludzi rzemiosła w archidiecezji krakowskiej, kapelanem Miejskiego Klubu Sportowego Cracovia oraz Towarzystwa Strzeleckiego Bractwo Kurkowe w Krakowie. Ostatnią funkcję pełni po ks. infułacie Jerzym Bryle.
W 2025 zastąpił Jacka Purchlę na stanowisku prezesa Towarzystwa Miłośników Historii i Zabytków Krakowa.
Jest bratem posła na Sejm Ireneusza Rasia, jednego z założycieli partii Centrum dla Polski, wchodzącej w skład Koalicji Polskiej.

## Wybrane publikacje
- Aktualność etyki mediów pontyfikatu Jana Pawła II, „Studia Socialia Cracoviensia”, 4 (2011).
- Rewolucja życia. W poszukiwaniu współczesnego języka ruchu pro life, „Warszawskie Studia Pastoralne”, 32 (2016).
- Muzeum wielu narracji: o nowej ekspozycji w Muzeum Dom Rodzinny Ojca Świętego Jana Pawła II w Wadowicach, Wadowice 2016.
- Powołanie sieci: o propagowaniu wiary w XXI wieku, w: Bramy prawdy i wiary: Benedykt XVI o mediach, red. M. Legan, Kraków 2016.
- Ostrzeżenie przed medialną bańką. Black Mirror, odcinek specjalny White Christmas (Białe święta), w: Czarne lustro: Od wizji mediów do technologii przyszłości, red. M. Legan, Kraków 2017.
- Chrześcijanin multimedialny – śladami videoblogerów katolickich, „Studia Socialia Cracoviensia” 17 (2017).
- Etos nowych mediów, czyli o powołaniu sieci, w: Etyczność w mediach – między pogardą a szacunkiem, red. M. Drożdż, K. Cymanow-Sosin, Kraków 2017.
- Museum space as a modern storytelling medium: new narrative model of exhibition in Yad Vashem and Wadowice Museums, w: „International Multidisciplinary Scientific Conference on Social Sciences and Arts-SGEM”, Sofia 2018.
- Media – edukator i nauczyciel wiary. Ewangelizacja w świecie ekspozycji medialnych, „Studia Socialia Cracoviensia” 19 (2018).
- Inspiracje krakowskiej prasy katolickiej w dobie odzyskiwania niepodległości i w początkach II Rzeczpospolitej, „Studia Środkowoeuropejskie i Bałkanistyczne”, Kraków 2019.
- Influence of a multi-method style of narration style on stimulating learning environments in a museum, w: „Czasopismo Techniczne/ Technical Transactions” 23 (2019).